# Rasz (etióp nemesi cím)
A Rasz (gíz írással: ራስ, átírva: ras, etimológiai jelentése. 'fej', hasonlóan például az oszmán birodalomban használt reisz vagy a héber nyelvű rosh), királyi cím az etióp sémi nyelveken. Ez az egyik legnagyobb nem uralkodói cím.
Harold G. Marcus történész a Rasz címet a herceggel (mint nemesi és katonai cím - pl: angol duke) azonosítja; mások viszont az uralkodócsaládok férfi tagjainak rangjaként kezelve fordítják le európai nyelvekre királyi hercegként (mint az angol prince).
A Leul Rasz (gíz írással: ልዑል ራስ) jelentése „az urak ura”, nemesi rangot, mely a legfőbb főúri cím, a császári dinasztia oldalágainak vezetői kapták, például Godzsam és tigré tartományok kormányzói, vagy Rasz Tafari Makonnen és a Szelasszié család soai ágának hercegei.

## Araszcímet viselők listája
- Rasz Hamalmal, a kambaták ura.
- Rasz Faszil
- Rasz Volde Szelasszié (1736-1816).
- Rasz Szabagadisz Voldu (1780–1831).
- Rasz Alula (1827-1897).
- Rasz Gobana Dacse (1821-1889).
- Rasz Mekonnen Volde Mikael (1852-1906).
- Rasz Mengasa Johannész (1868-1906).
- Rasz Araja Szelasszié Johannész (1869/70-1888. június 10.)
- Rasz Szebhat Aregavi (1892-1914).
- Rasz Gugsza Vele
- Rasz Gugsza Araja Szelasszié
- Rasz Kassza Hailé Darge (1881–1956).
- Rasz Tafari (a későbbi Hailé Szelasszié császár, 1892–1975).
- Rasz Darge Szahle Szelasszié (1830 – 1900. március 23).
- Rasz Abebe Aregai (1903-1960).
- Rasz Vubne Tesszema (1943-1974).

## Fordítás
Ez a szócikk részben vagy egészben  a   Ras (title) című angol Wikipédia-szócikk ezen változatának fordításán alapul.  Az eredeti cikk szerkesztőit annak laptörténete sorolja fel. Ez a jelzés csupán a megfogalmazás eredetét és a szerzői jogokat jelzi, nem szolgál a cikkben szereplő információk forrásmegjelöléseként.